# Spolužáci
Spolužáci (v anglickém originále The Class) je americký sitcom, který původně vysílala televizní stanice CBS v letech 2006 až 2007. Tvůrci seriálu jsou David Crane, jeden z tvůrců seriálu Přátelé, a Jeffrey Klarik, scenárista seriálu Jsem do tebe blázen.

## Děj
Seriál Spolužáci se točí okolo osmi lidí, kteří spolu před 20 lety chodili do třetí třídy. Jeden z nich Ethan Haas je všechny zve na party, která má oslavit jeho zasnoubení s ženou, co byla také jeho spolužačkou. Ta se s ním ale přede všemi na party rozejde, ostatní se pak ale začnou seznamovat. "Mají oddělené životy, ale existuje pár vztahů, které existovaly předtím," řekl Klarik, "V průběhu seriálu se ale vztahy vytvoří. Seriál sleduje jejich individuální životy – není tam jeden obývací pokoj, kde se scházejí."

## Postavy a obsazení
| Postava             | Herec                 | Podrobnosti |
| ------------------- | --------------------- | --- |
| Ethan Haas          | Jason Ritter          | Ethan naplánoval party se svou starou třídou, ve které se seznámil se svou přítelkyní. Na tomto večírku chtěl oznámit jejich zasnoubení, ale ona se s ním rozešla. Díky této party se všichni znovu potkali. Ethan je pediatr a má zlatého retrívra. Mezi ním a Kat Warblerovou vzniklo velké přátelství a tráví spolu hodně času, ke konci seriálu si Ethan uvědomí, že se do Kat zamiloval. |
| Kat Warblerová      | Lizzy Caplan          | Kat je cynické a sarkastické dvojvaječné dvojče Liny. Je nezávislá fotografka, bisexuál, velmi se spřátelí s Ethanem Haasem, kterému pomáhá poté, co ho opustila přítelkyně. Chodí se známým houslistou Benjaminem Chowem, kterého dlouhou dobu předtím pronásledovala. Rozejde se s ním poté, co Ethan zjistí, že má Benjamin ještě další přítelkyni. |
| Lina Warblerová     | Heather Goldenhersh   | Lina, Katino dvojvaječné dvojče, nosí své srdce na rukou a co se týče lásky, zůstává vždy optimistická. O Ethanově party se dozvěděla právě ve chvíli, kdy našla svého přítele v posteli s jinou. Na party se dobře pobavila s Richiem. Po prvním rande ji ale Richie omylem přejede autem a Lina pak je po většinu seriálu v obvazech. Ačkoli vlastně s její pomocí udělal Richie své manželce to stejné jako předtím Linin přítel jí, nakonec mu to odpustí. Na konci seriálu se Lina s Richiem zasnoubí.             |
| Richie Velch        | Jesse Tyler Ferguson  | Richie byl klidné dítě, jehož život jde od třetí třídy z kopce. Pozvání na Ethanův večírek přerušilo jeho snahy o sebevraždu. Tam se zamiloval do Liny, ale omylem ji po prvním rande přejel autem. Původně pracoval jako vědec ve farmaceutické firmě, ale byl propuštěn a vozil toxický odpad na skládku v New Jersey. Nakonec začal pomáhat Duncanovi Carmellovi při rekonstrukci domu Nicole a Yonka Allenových. Když se seznámil byl nešťastně ženatý a po seznámení s Linou se konečně odhodlal manželku opustit. |
| Duncan Carmello     | Jon Bernthal          | Duncan byl ve škole oblíbený, dnes je stavitel, ale stále žije s matkou Tinou Carmellovou. Na střední škole chodil s Nicole Allenovou, ale rozešel se s ní a toho od té doby lituje. Po Ethanově party s ní strávil noc a pak přijal práci na rekonstrukci domu Allenových, aby ji mohl získat zpět. Kvůli tomu, že Nicolin manžel Yonk je v nemocnici jim to znovu nevyjde a v poslední epizodě se Duncan vyspí s Kat Warblerovou.                                                                                     |
| Nicole Allenová     | Andrea Anders         | Nicole, za svobodna Campbellová, je pěkná žena, na střední škole populární. Kdysi chodila s Duncanem, dnes je nešťastně vdaná za bývalou fotbalovou hvězdu Yonka Allena, který ji má spíše jako trofej. S Duncanem se vyspí po Ethanově party, později nechá manžela ho najmout na opravy jejich domu. Nakonec se rozhodne Yonka kvůli Duncanovi opustit, ale po jeho infarktu má opět pochybnosti, jestli ho dokáže opustit. Na konci seriálu není jasné, zda ho opustí nebo ne.                                       |
| Kyle Lendo          | Sean Maguire          | Kyle byl ve škole velmi populární a všechny dívky do něj byly zamilované. Na střední školu chodil s Holly Ellenbogenovou a šel s ní na maturitní ples, kde ji ale nechal samotnou a nakonec se vyspal se spolužákem ze španělštiny. Nyní dlouhodobě žije s přítelem Aaronem a učí v elitní soukromé škole. Rád se dívá na televizi, obzvláště když je tam Holly jako reportérka. Spřátelí se s Ethanem. |
| Holly Ellenbogenová | Lucy Punch            | Holly byla kdysi na maturitním plese s Kylem, ale ten ji podvedl s jiným mužem. Nyní je úspěšnou televizní reportérkou a je vdaná za Perryho Pearla, se kterým má dceru Oprah. Holly vypadá jako by si nevšimla stereotypního homosexuálního chování na svém manželovi, čemuž se všichni ostatní spolužáci diví. |
| Tina Carmellová     | Julie Halston         | Duncanova matka, která se přehnaně plete do jeho života, často poslouchá jeho telefonáty. |
| Yonk Allen          | David Keith           | Nicolin manžel byl dříve úspěšným hráčem amerického fotbalu za Philadelphia Eagles. Svých životních úspěchů jako toho, že hrál Super Bowl a byl na večeři v Bílém domě, si váží více než Nicole. Aby své manželce porozuměl, využívá rady od Duncana. Nicole je jeho třetí žena a má také minimálně dvě dcery. V poslední epizodě dostane infarkt. |
| Perry Pearl         | Sam Harris            | Perry je Hollyin velmi zženštilý manžel. Ačkoli si o něm Kyle i Aaron myslí, že ztělesňuje stereotypní homosexuální chování (velmi citlivý, gurmán, radí své manželce, jak se oblékat, …) je praktikující heterosexuál. |
| Palmer Wylandová    | Jaime King            | Palmer je Ethanova bývalá přítelkyně, která chodila do umělecké školy s Kat, ta ji nesnáší. Jako fotografka často fotí oblečené ovoce, což rozčiluje Kat. Vztah Ethana a Palmer byl spíše sexuální. |
| Fern Velchová       | Sara Gilbertová       | Fern je Richieho bývalá manželka, která pracuje jako uklízečka v Linině kanceláři. Byla Richieho první (a jedinou) přítelkyní na vysoké. Richie ji po letech nešťastného manželství opustil, na což reaguje hrozbou Holly Ellenbogenové (o které si myslí, že je Richieho milenka). S manželem měli sex pouze jednou a podle Fern to bylo jako by na ní umíral vlhký starý muž. |
| Aaron               | Cristián de la Fuente | Kyleův partner, který nemá rád Holly, ale kvůli Kylovi ji toleruje. Pracuje jako softwarový inženýr. |
| Oprah Pearlová      | Karley Scott Collins  | Dcera Holly a Perryho, kterou otec pojmenoval po Oprah Winfrey a Lize Minnelliové. Chodí do školy, kde učí Kyle Lendo. |
| Benjamin Chow       | Trent Ford            | Katin bývalý přítel, známý anglický houslista. Ethan díky tomu, že Benjaminův syn je jeho pacient, zjistil, že Benjamin má kromě Kat ještě jinou přítelkyni. |

## Produkce

### Vznik
Nápad na Spolužáky přišel, když tvůrci David Crane a Jeffrey Klarik uklízeli svůj suterén a objevili krabici se školními fotkami Davida Cranea a jeho spolužáků ze třetí třídy. Pár přemýšlel, co dělají dnes a jestli jsou spokojení se svými životy nebo ne. O seriál pak projevily zájem, díky dobré reputaci autorů, CBS, Fox a NBC. Nakonec vyhrála CBS.

### Casting
První, kdo byl obsazen, byla v prosinci 2005 Lucy Punch jako Holly Ellenbogenová. Postupně byla do března 2006 známa jména zbylých hlavních postav. Někteří herci byli v té době ještě součástí jiných seriálů, např. Andrea Anders ve spin-off Přátel seriálu Joey. Během následujících měsíců byla oznamována jména herců vedlejších rolí, např. Sara Gilbert byla obsazena do role manželky Richieho Velche Fern.

### Vysílání
Seriál byl od 18. září 2006 nasazen na pondělní 20. hodinu, před tím než na CBS vůbec viděli pilotní díl, pravděpodobně se tak stalo díky dobré reputaci tvůrců. Později byli Spolužáci přesunuti na 20:30 kvůli nízké sledovanosti (v témže roce sklízel úspěch nový seriál Jak jsem poznal vaši matku) a sledovanost se velmi zlepšila. Vedení stanice si objednalo dalších 6 epizod, čímž vzrostl celkový počet na 19. První řada byla ukončena 5. března 2007.
V Česku Spolužáky vysílala televizní stanice Prima Cool hned od začátku svého vysílání v dubnu 2009.

### Zrušení
Dne 11. května 2007 napsal server Zap2lt, že Spolužáci byli zrušeni a mají být nahrazeni seriálem Nové trable staré Christine. O pět dní později zrušení seriálu potvrdila i CBS, která jej nahradila seriálem Teorie velkého třesku. Fanoušci se pak pokusili vedení CBS přimět k obnovení seriálu, ale to se jim nepodařilo.

## Přijetí

### Kritika
Seriál byl kritizován kvůli tomu, že všichni hlavní hrdinové jsou běloši, respektive žádný z nich není nebílý, a to ačkoli se seriál odehrává ve Filadelfii, kde bílá populace netvoří většinu. Tvůrci se bránili tím, že dvě z hlavních postav – dvojčata Lina a Kat Warblerovy – byly adoptovány korejskými rodiči (což nebylo v seriálu do jeho konce dokázáno) a že při psaní scénáře nepřemýšleli o barvě pleti hrdinů. Televizní publicistka Lisa de Moraes tomu nevěří, protože David Crane prý tuto výmluvu používá již od Přátel.

### Ocenění
Spolužáci vyhráli People's Choice Awards v kategorii Oblíbená nová televizní komedie proti seriálům Studio 30 Rock a 'Til Death. Oba tyto seriály se dočkaly své druhé sezóny, na rozdíl od vítěze. Seriál také získal nominace na ceny Art Directors Guild a Emmy.